# Seffern

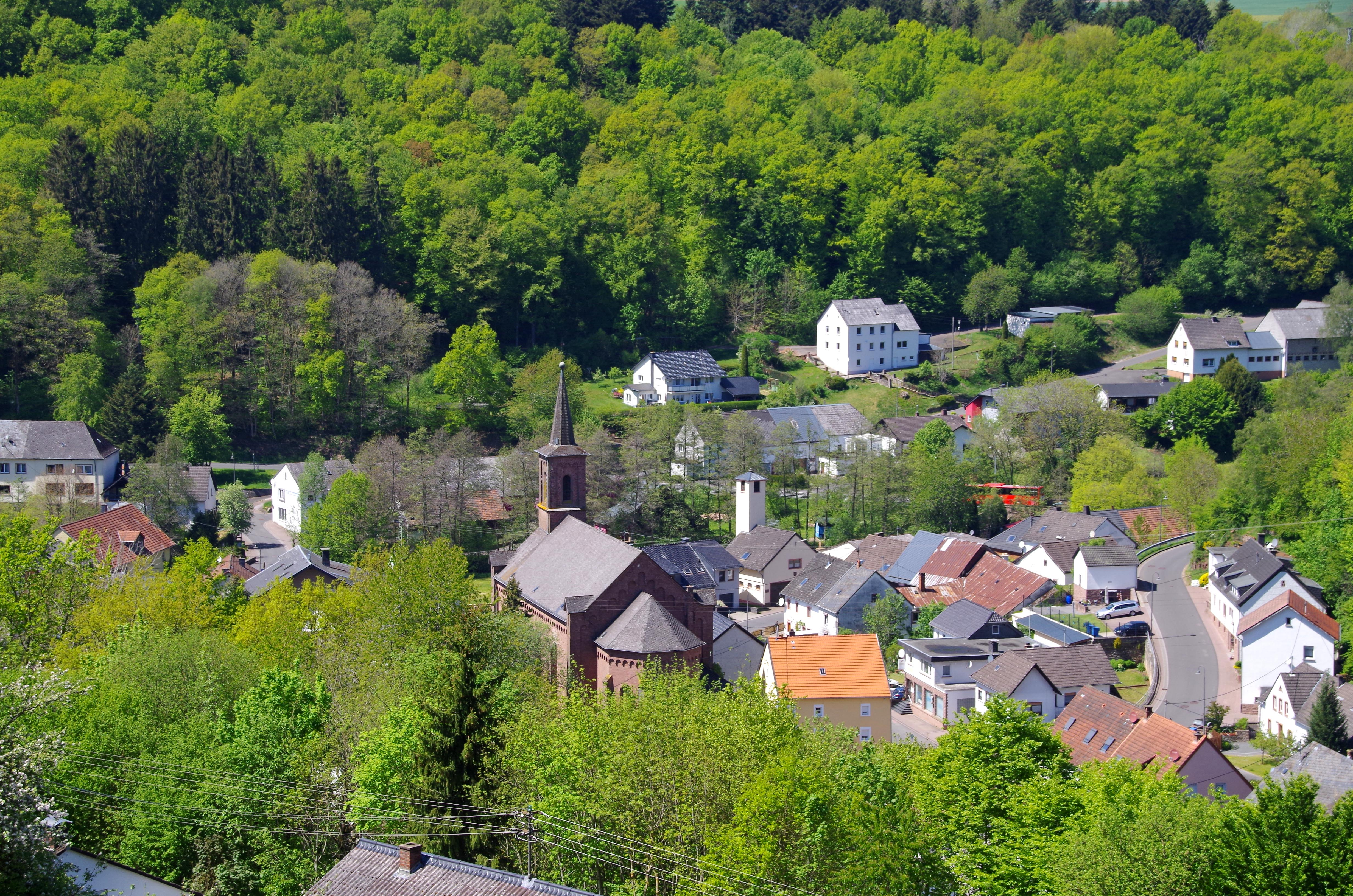
Blick auf Seffern von Südosten

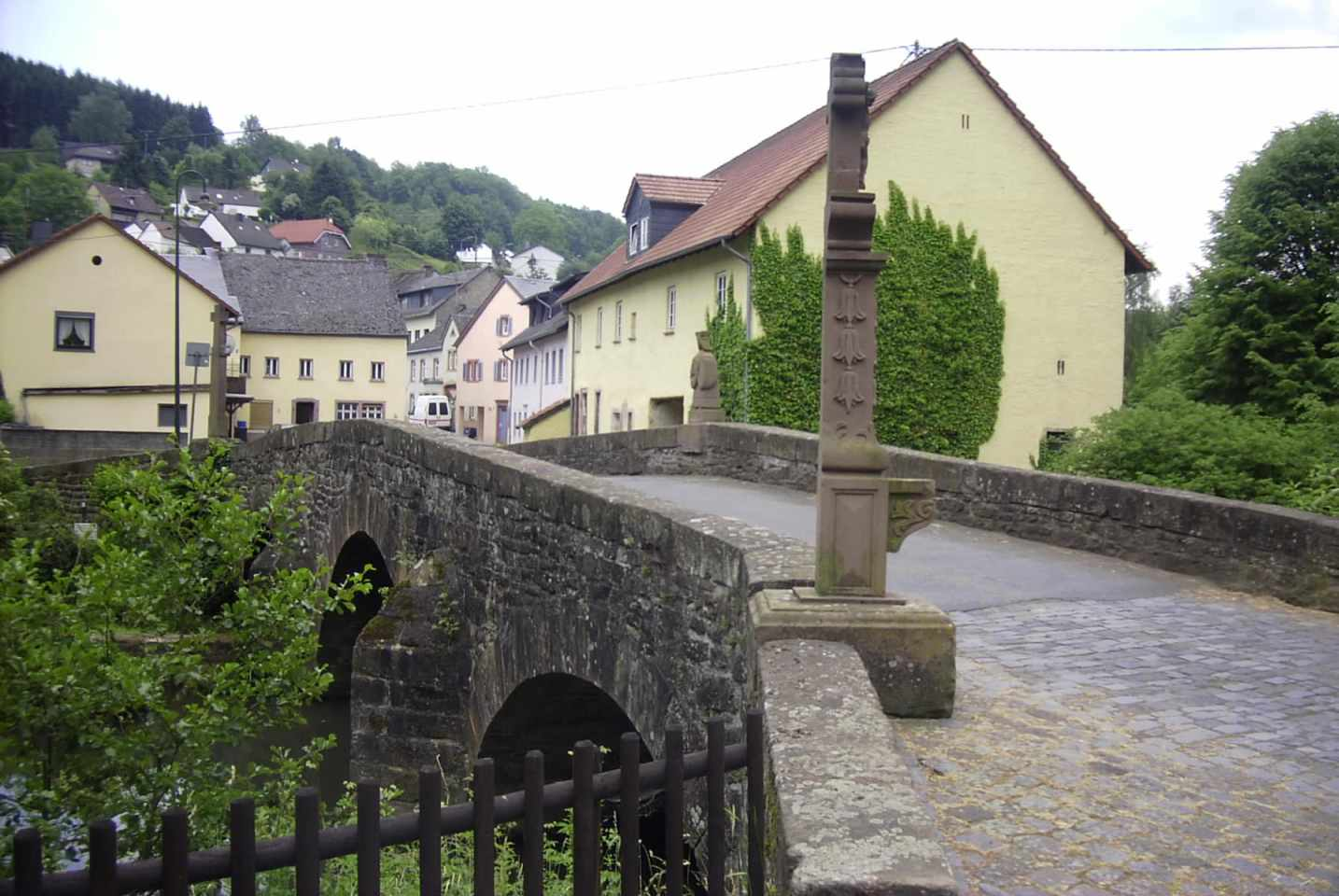
Sefferner Steinbrücke

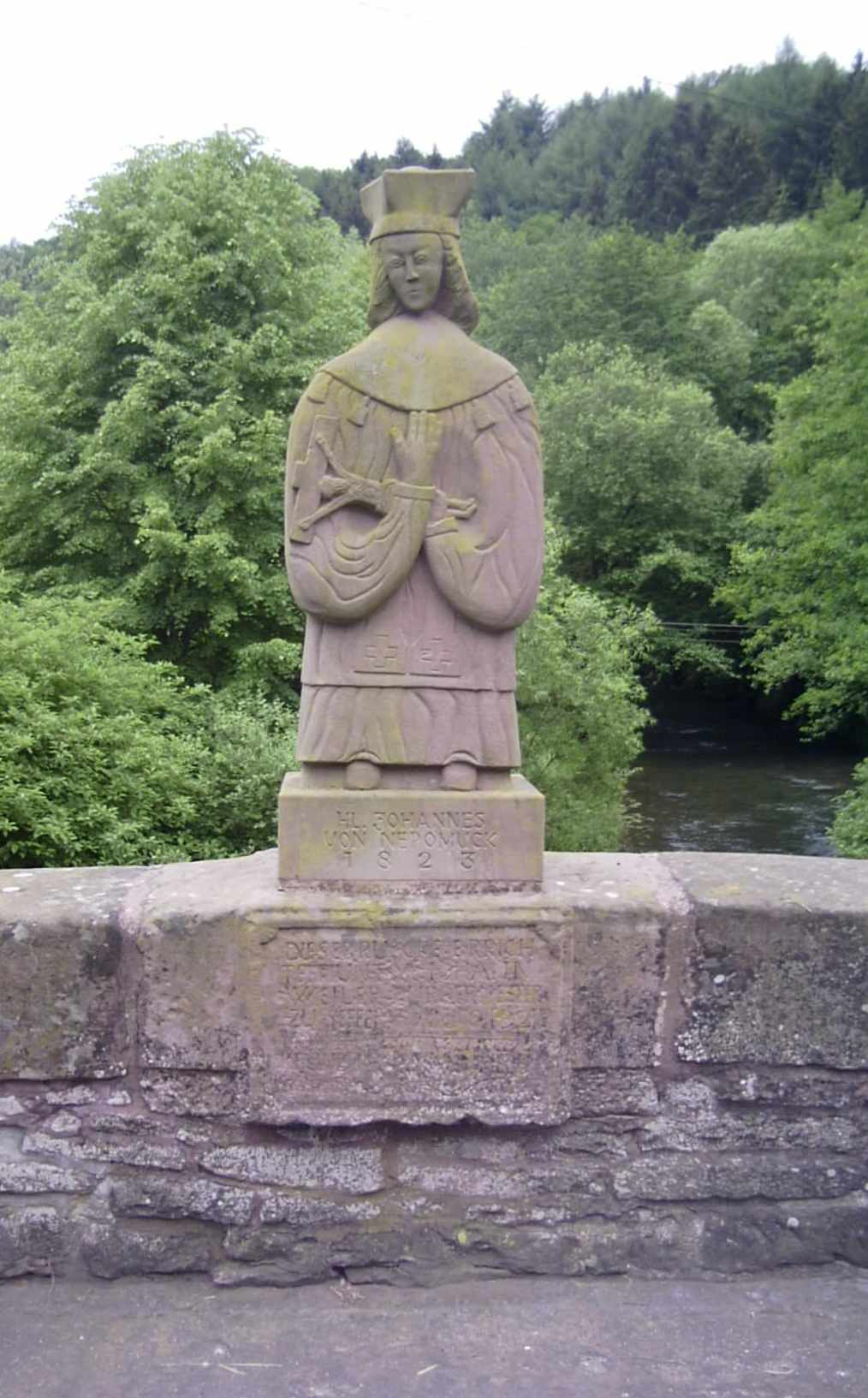
Johann von Nepomuk, Brückenheiliger

Seffern ist eine Ortsgemeinde im Eifelkreis Bitburg-Prüm in Rheinland-Pfalz. Sie gehört der Verbandsgemeinde Bitburger Land an.

## Geographie
Seffern liegt in der Südwesteifel, etwa zehn Kilometer nördlich des Zentrums der Kreisstadt Bitburg. Das Gemeindegebiet wird von der Nims sowie dem Balesfelder Bach durchflossen und erstreckt sich im Tal dieser beiden Fließgewässer. Die Höhenlage schwankt zwischen 360 m ü. NHN und 500 m ü. NHN. Von der 4,92 km² großen Gemarkung ist mit 52 % ein verhältnismäßig großer Anteil bewaldet, nur 32 % sind als Landwirtschaftsfläche ausgewiesen. Zu Seffern gehören auch die Wohnplätze Glattbach-Nack und Berghof.
Nachbarorte sind die Ortsgemeinden Burbach im Norden, Sefferweich im Osten, Bickendorf im Süden und Schleid im Südwesten, sowie die bereits zur Verbandsgemeinde Prüm gehörende Ortsgemeinde Nimshuscheid im Norden.

## Geschichte
Von einer Besiedelung des Gemeindegebietes durch die Römer zeugen 1951 gefundene Reste eines ca. 200–375 erbauten Landguts. Der bis in die jüngste Vergangenheit vollzogene Abbau von Buntsandstein hat ebenfalls bereits zur Römerzeit stattgefunden.
Erstmals urkundlich erwähnt wurde der Ort unter dem Namen „Seferne“ 893 im Prümer Urbar. Bis 1576 stand Seffern unter der Landesherrschaft der Reichsabtei Prüm und zum Ende des 18. Jahrhunderts unter der von Kurtrier. Als Hofbezirk bzw. Schultheißerei stellte es ein Verwaltungszentrum innerhalb des Amtes Prüm dar. Zur Schultheißerei Seffern gehörten zehn Dörfer.
Von 1798 bis 1814 gehörte der Ort zum Kanton Kyllburg des Arrondissements Prüm im französischen Saardepartement. Um 1800 wurde Seffern Hauptort (chef-lieu) einer Mairie. Aufgrund der auf dem Wiener Kongress getroffenen Vereinbarungen kam die Region 1815 zum Königreich Preußen, Seffern wurde Sitz einer Bürgermeisterei im Kreis Bitburg des Regierungsbezirks Trier, der von 1822 an zur Rheinprovinz gehörte. Die Bürgermeisterei Seffern wurde 1856 in die Bürgermeisterei Bickendorf (1927 in Amt Bickendorf umbenannt) eingegliedert, aus dem 1970 im Zuge der rheinland-pfälzischen Funktional- und Gebietsreform mit vier weiteren Ämtern die Verbandsgemeinde Bitburg-Land entstand. Seit dem 1. Juli 2014 gehört die Gemeinde der Verbandsgemeinde Bitburger Land an.
Bevölkerungsentwicklung
Die Anzahl der verzeichneten Haushalte stieg von 1473, als sechs gezählt wurden, auf acht Haushalte im Jahre 1541 an. Seit Anfang des 19. Jahrhunderts (1815 hatte der Ort 291 Einwohner) verändert sich die Bevölkerung auffällig gering und bewegt sich zumeist im Bereich oberhalb der 300-Einwohner-Grenze. Seit dem 1871 mit 428 Einwohnern erreichten Höchststand ist die Zahl allerdings etwas zurückgegangen, auf heute ca. 330.
Die Entwicklung der Einwohnerzahl von Seffern, die Werte von 1871 bis 1987 beruhen auf Volkszählungen:
| Jahr | Einwohner |
| ---- | --------- |
| 1815 | 291       |
| 1835 | 347       |
| 1871 | 428       |
| 1905 | 356       |
| 1939 | 347       |
| 1950 | 359       |
| 1961 | 376       |

| Jahr | Einwohner |
| ---- | --------- |
| 1970 | 387       |
| 1987 | 315       |
| 1997 | 356       |
| 2005 | 345       |
| 2011 | 319       |
| 2017 | 298       |

## Politik

### Gemeinderat
Der Gemeinderat in Seffern besteht aus acht Ratsmitgliedern, die bei der Kommunalwahl am 9. Juni 2024 in einer Mehrheitswahl gewählt wurden, und dem ehrenamtlichen Ortsbürgermeister als Vorsitzendem.

### Bürgermeister
Michael Müller wurde am 27. Juni 2019 Ortsbürgermeister von Seffern. Bei der Direktwahl am 26. Mai 2019 war er mit einem Stimmenanteil von 80,47 % gewählt worden. Bei der Direktwahl am 9. Juni 2024 wurde er als einziger Bewerber mit 87,0 % für weitere fünf Jahre in seinem Amt bestätigt.
Seine Vorgänger waren Gerd Hau (2014–2019) und zuvor Heinz Ritter.

### Wappen
| Wappen von Seffern | [ 13 ] |
| Wappen von Seffern | Wappenbegründung: Der waagrechte Wellenschnitt zwischen Schild und Schildhaupt symbolisiert die Nims, die drei silbernen Sterne verweisen auf den Heiligen Johannes von Nepomuk. Die Abtskrümme sowie die Farben Rot und Silber erinnern an die lange Zugehörigkeit zur Reichsabtei Prüm. |

## Sehenswürdigkeiten
Die 1823 erbaute Steinbrücke über die Nims mit Sandsteinkreuzen und einer Steinfigur des Brückenheiligen Johann von Nepomuk ist eine der wenigen noch erhaltenen Barockbrücken von Rheinland-Pfalz. Sakralbauten sind die Pfarrkirche St. Laurentius von 1854 und die Marienkapelle von 1891. Auf dem Gemeindegebiet verläuft ein Stationenweg aus der ersten Hälfte des 18. Jahrhunderts, der von der Ortslage aus bis zur Schlusskapelle bei Sefferweich führt.
In der Denkmalliste des Landes Rheinland-Pfalz (Stand: 2021) sind zudem noch folgende Kulturdenkmäler ausgewiesen:
- Ortsbildprägendes Unterstallhaus (18. Jahrhundert)
- Gebäudegruppe (Denkmalzone) bei der Einmündung der Brückenstraße in die Hauptstraße (19. Jahrhundert)
- Ehemalige Ölmühle und weitere Häuser aus dem 18. und 19. Jahrhundert
- Mehrere Wegekreuze im Ort und der Gemarkung (aus dem 16. bis 19. Jahrhundert)

Siehe auch: Liste der Kulturdenkmäler in Seffern

## Wirtschaft und Infrastruktur

### Wirtschaft
Die über Jahrhunderte dominierenden Wirtschaftszweige Land- und Forstwirtschaft sowie Sandsteinabbau haben nur noch geringe Bedeutung. Durch den Strukturwandel der letzten Jahrzehnte gehen viele Bewohner nun als Pendler einer Beschäftigung in den nahegelegenen Städten nach.

### Öffentliche Einrichtungen
Die Gemeinde ist Standort einer Grundschule und eines Kindergartens. Kirchlich ist sie Sitz einer Pfarrei, der neben Seffern auch noch die Gemeinden Heilenbach, Schleid und Sefferweich angehören.

### Verkehr
Die nächste Anschlussstelle an der Bundesautobahn 60 ist Bitburg nur 5 km südöstlich von Seffern. Direkt westlich des Ortes verläuft die ehemalige Bundesstraße 51, seit der Eröffnung der A 60 zur Landesstraße 5 abgestuft.

## Persönlichkeiten
- Werner Heinz (* 1950), in Seffern geborener Sportmanager